# Edmund Abb
Edmund Abb (* 1878 in Trennfurt; † 1944) war ein deutscher Lehrer.
Nach seinem Studium in Leipzig und Zürich unterrichtete er als Lehrer und wurde 1919 Leiter der  Lehrerbildungsanstalt Würzburg. Im Jahr 1935 wurde Abb erster Leiter der  Hans-Schemm-Hochschule für Lehrerbildung in Pasing, heute ein Stadtteil von München.
In seinem Geburtsort Trennfurt, heute zur Stadt Klingenberg am Main gehörend, gibt es eine Dr.-Edmund-Abb-Straße.

## Veröffentlichungen
- Pädagogische Psychologie. Hugendubel, München 1913.
- Erziehungskunde, Verlag der Friedr. Kornschen Buchhandlung, Nürnberg 1915.
- Kurze Geschichte der Pädagogik der neueren Zeit. Prögel, Ansbach 1927.
- Lehrbuch der allgemeinen Erziehungs- und Bildungslehre. Schöningh, Paderborn und Würzburg 1932.